# Kristiansand
Kristiansandⓘ [kristianˈsan] (früher Christianssand/Christiansand) ist eine Stadt im norwegischen Fylke Agder mit 118.221 Einwohnern (Stand: 1. Januar 2025). Ihr Gemeindegebiet reicht weit über das bebaute Stadtgebiet hinaus und umschließt den Kristiansandsfjord und seinen nördlichen Seitenarm, den Topdalsfjord.
Kristiansand ist die Hauptstadt des Sørlandet („Südland“). Um Verwechslungen mit der Stadt Kristiansund im Fylke Møre og Romsdal zu vermeiden, wird im Norwegischen oft ein S an den Namen angehängt (Kristiansand S).

## Geschichte

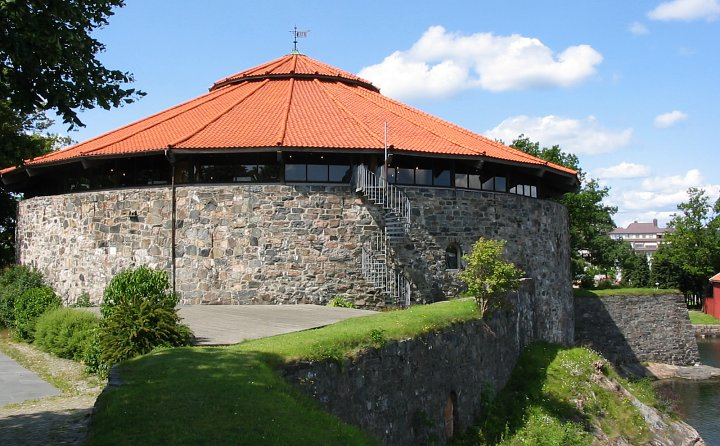
Festung Christiansholm

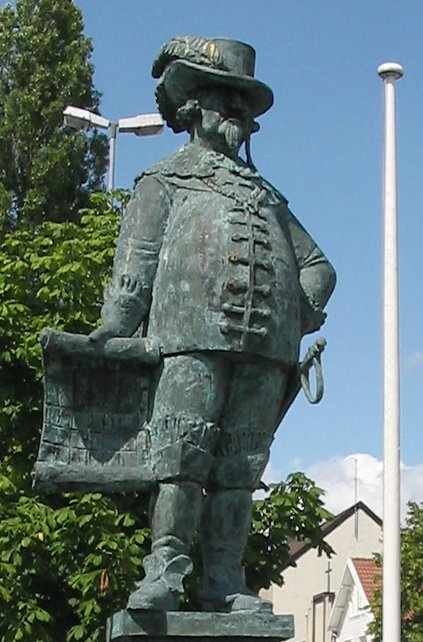
Statue Christians IV.

Ausgrabungen belegen, dass Besiedlungen an dieser Stelle bereits in der Steinzeit erfolgten. Wegen der strategisch wichtigen Lage am Skagerrak entstanden bereits 1555 unter König Christian III. erste Befestigungsanlagen.
Die offizielle Gründung von Christianssand erfolgte im Jahr 1641 durch den dänisch-norwegischen König Christian IV, dessen Ziel es war, einen neuen Handelsmittelpunkt und einen militärischen Stützpunkt an der südnorwegischen Küste zu schaffen. Die Stadt wurde auf einer ebenen sandigen Landzunge an der Mündung des Otra in die Kristiansandbucht des Skagerrak angelegt. Den Plan hierzu entwarf der Däne Hans Jakobsson Schørt nach mitteleuropäischen Vorbildern des absolutistisch-merkantilistischen Städteideals. Die Stadt wurde wie ein Schachbrett mit 54 quadratischen Feldern angelegt. Der etwa ein km² große Stadtkern hat wegen seiner quadratischen Anordnung der Straßen den Namen Kvadraturen. Kernstück der Anlage war der große Marktplatz inmitten der Quadratur, der heute stark verkleinert ist.
Kristiansand wurde 1666 Garnisonsstadt und 1682 Bischofssitz. 

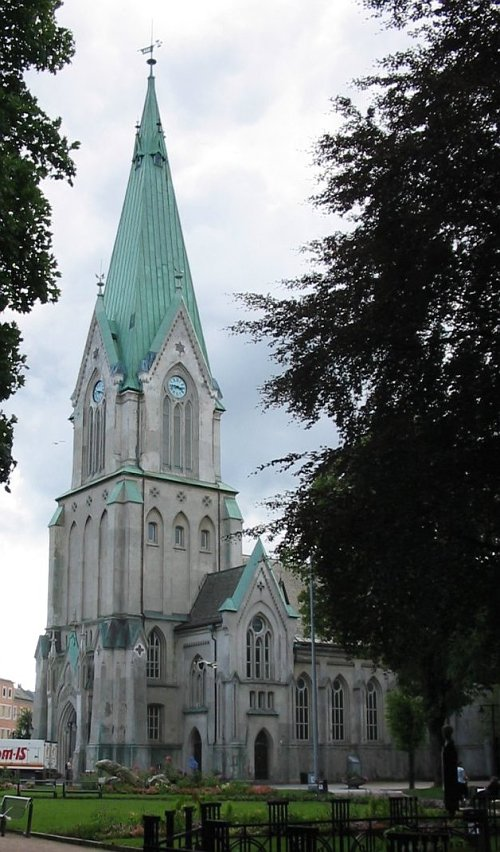
Domkirche

Bereits wenige Jahre nach der Gründung der Stadt wurden die erste Kirche sowie die erste Lateinschule in der Nähe des Marktplatzes errichtet. Im Jahr 1650 wurde das erste Postamt am Postweg zwischen Christiania und Stavanger eröffnet. Um 1780 wurde die erste Zeitung, die Christianssandske Ugeblade gegründet, im gleichen Zeitraum begann der kulturelle Aufschwung der Stadt.
Brände zerstörten in den Jahren 1734, 1859, 1880 und 1892 große Teile der vor allem aus Holzhäusern bestehenden Stadt. Die charakteristischen weißen Holzhäuser, die von dem Brand 1892 verschont blieben, befinden sich im Nordosten des Stadtkernes Kvadraturen, im Stadtteil Posebyen. Dieser Name ist abgeleitet vom Französischen repose, also Ruhe, oder eben Ruhestand. Hier wurden französische Soldaten während des Napoleonskrieges einquartiert. In der Altstadt wurden durch die große Feuersbrunst von 1892 viele der historischen Gebäude zerstört, so dass man beim Wiederaufbau Holzhäuser verbot. Infolge des in dieser Zeit vorherrschenden Historismus wurden Kirchen und öffentliche Gebäude im Stil der Gotik und Romantik sowie Bürgerhäuser oft im Stil der Antike oder Renaissance neu errichtet. Die Altstadt mit ihrer Vielfalt architektonischer Ausdrucksformen bietet deshalb heute ein für Norwegen untypisches Stadtbild. Dieser Stadtteil trägt auch den Namen Murbyen (Ziegelstadt).
Im Jahr 1896 wurde mit der Setesdalsbahn ein Bahnanschluss geschaffen, der 1938 mit der Inbetriebnahme der Sørlandsbanen nach Oslo ausgebaut und 1943 mit der Verlängerung in Richtung Stavanger abgeschlossen wurde.
Die Festungsbauwerke, welche an den den Hafen schützenden Inseln angelegt worden sind, verloren bereits im 19. Jahrhundert ihre Bedeutung, ebenso die etwa sieben Kilometer entfernt liegenden Festungen Fredriksholm und Christiansø (ursprünglich Flekkerhus genannt). Ihre strategische Bedeutung erlangte die Stadt während des Zweiten Weltkrieges zurück. Am 9. April 1940 wurde Kristiansand wie viele andere norwegische Städte im Rahmen der Operation Weserübung durch die deutsche Wehrmacht überfallen und eingenommen. Zur Beherrschung des Skagerrakzugangs wurde ab 1941 auf der südlich der Stadt liegenden Halbinsel Møvik mit dem Bau einer Küstenbatterie begonnen. 1942 übernahm die Organisation Todt den Bau, wofür später auch sowjetische Kriegsgefangene eingesetzt wurden. Anfang 1943 waren die drei 38-cm-Kanonen einsatzbereit. In einem Teil der Anlagen befindet sich heute ein Kanonenmuseum.
Am 1. Januar 1965 wurden die umliegenden Kommunen Oddernes, Randesund und Tveit in Kristiansand eingemeindet. Nach kontroversen Diskussionen der Bürger schlug der 2011 neu gewählte Bürgermeister vor, der Stadt den alten Namen Christianssand zurückzugeben, weil dieser Name für die Tradition der Stadt stehe.
Zum 1. Januar 2020 wurden die Kommunen Songdalen und Søgne in die Kommune Kristiansand eingegliedert.
| Gemeinde           | Einwohner 1. Januar 2019 | Fläche in km² |
| ------------------ | ------------------------ | ------------- |
| Kristiansand       | 92.282                   | 277           |
| Songdalen          | 6.706                    | 217           |
| Søgne              | 11.403                   | 148           |
| Kristiansand (neu) | 110.391                  | 642           |

## Stadtwappen
Hauptelement im Stadtwappen ist der norwegische Löwe vor einer Kiefer, die den einheimischen Wald symbolisiert. Der Löwe ist auch Bestandteil des norwegischen Reichswappens. Die Königskrone verweist darauf, dass die Stadt durch den König gegründet wurde. Unter der Krone stehen die Buchstaben R.F.P. Die Abkürzungen bedeuten Regna Firma Pietas (Gottesfurcht stärke das Reich). Das war der Wahlspruch von Christian IV. Das Wappen wird eingerahmt durch den Text Cavsa Triumphat Tandem Bona (Letztendlich triumphiert die Gute Sache). Das ist der Wahlspruch der Stadt.

## Stadtansichten

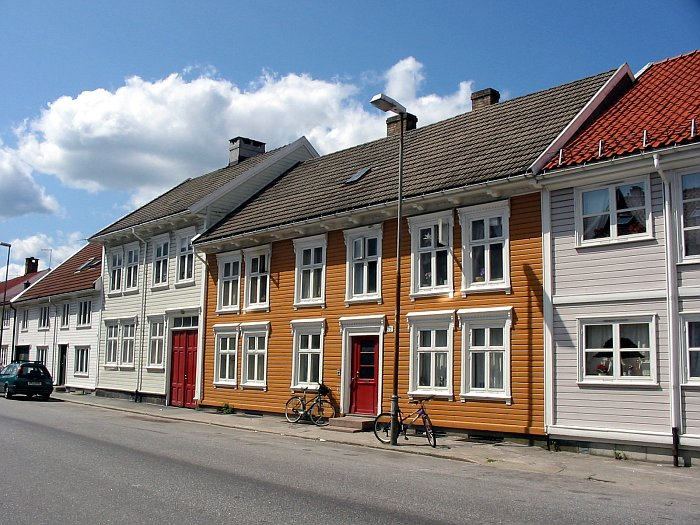
Häuserzeile
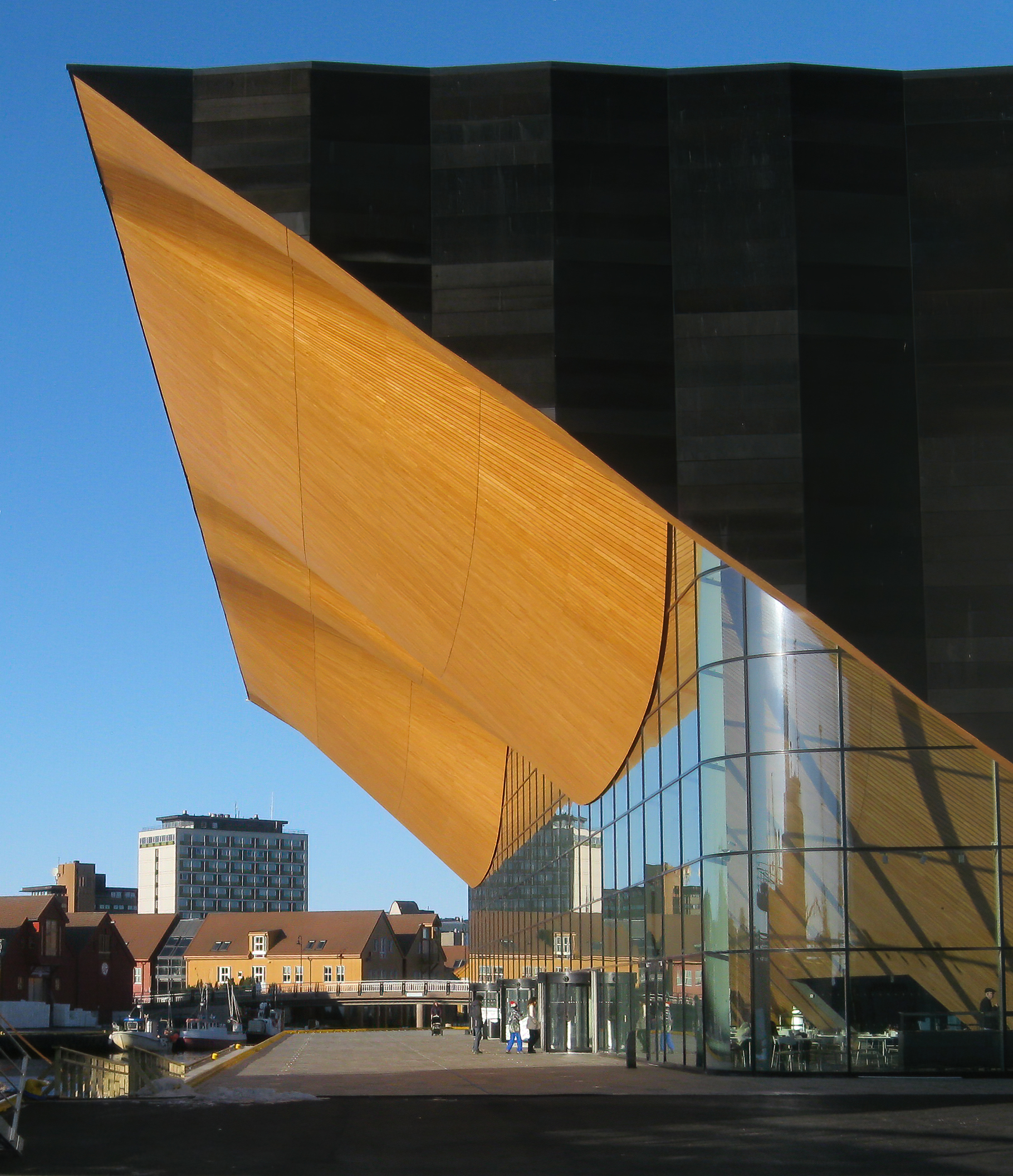
Kilden Theater und Konzerthaus
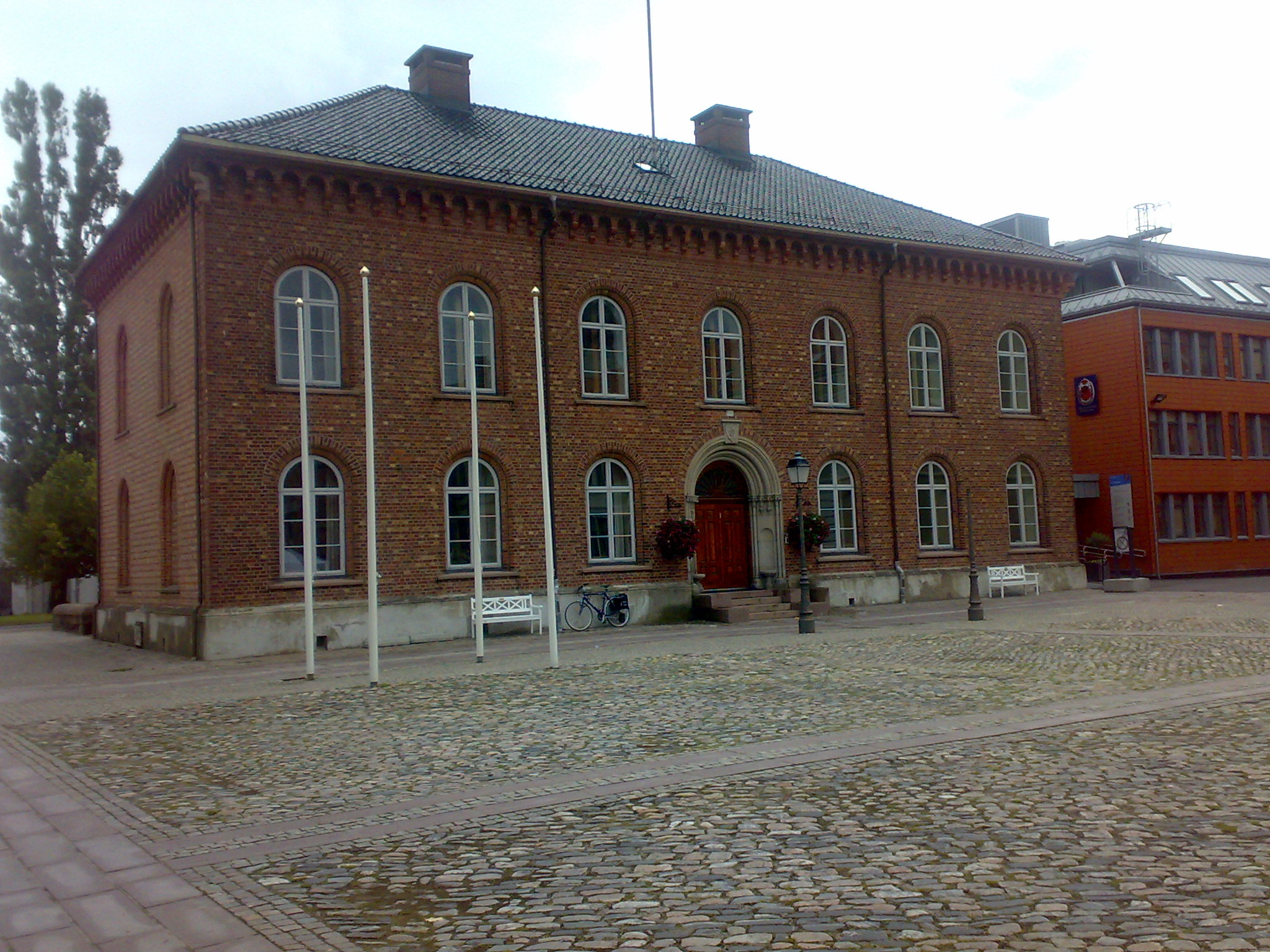
Das Rathaus von Kristiansand
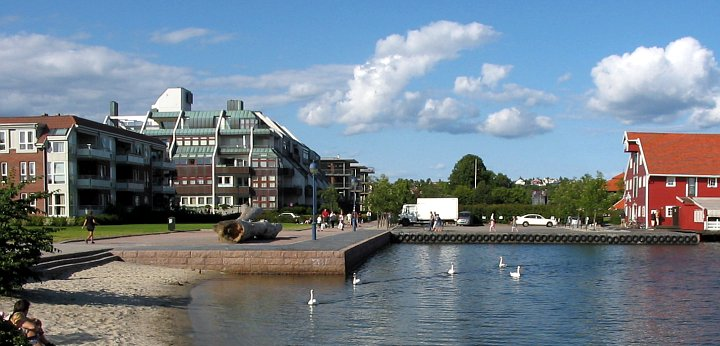
Strandpromenade
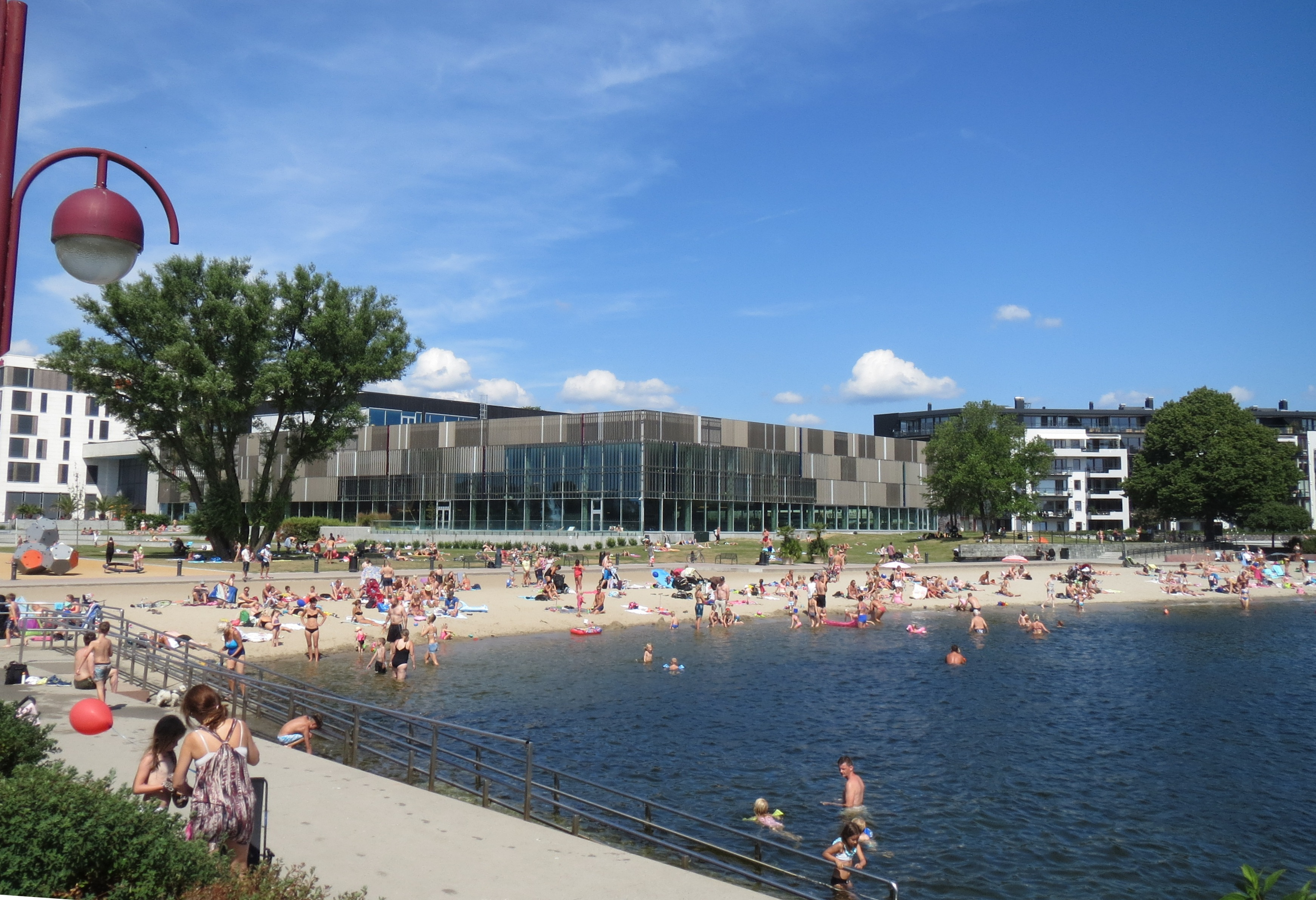
Bystranda – Strand im Zentrum der Stadt
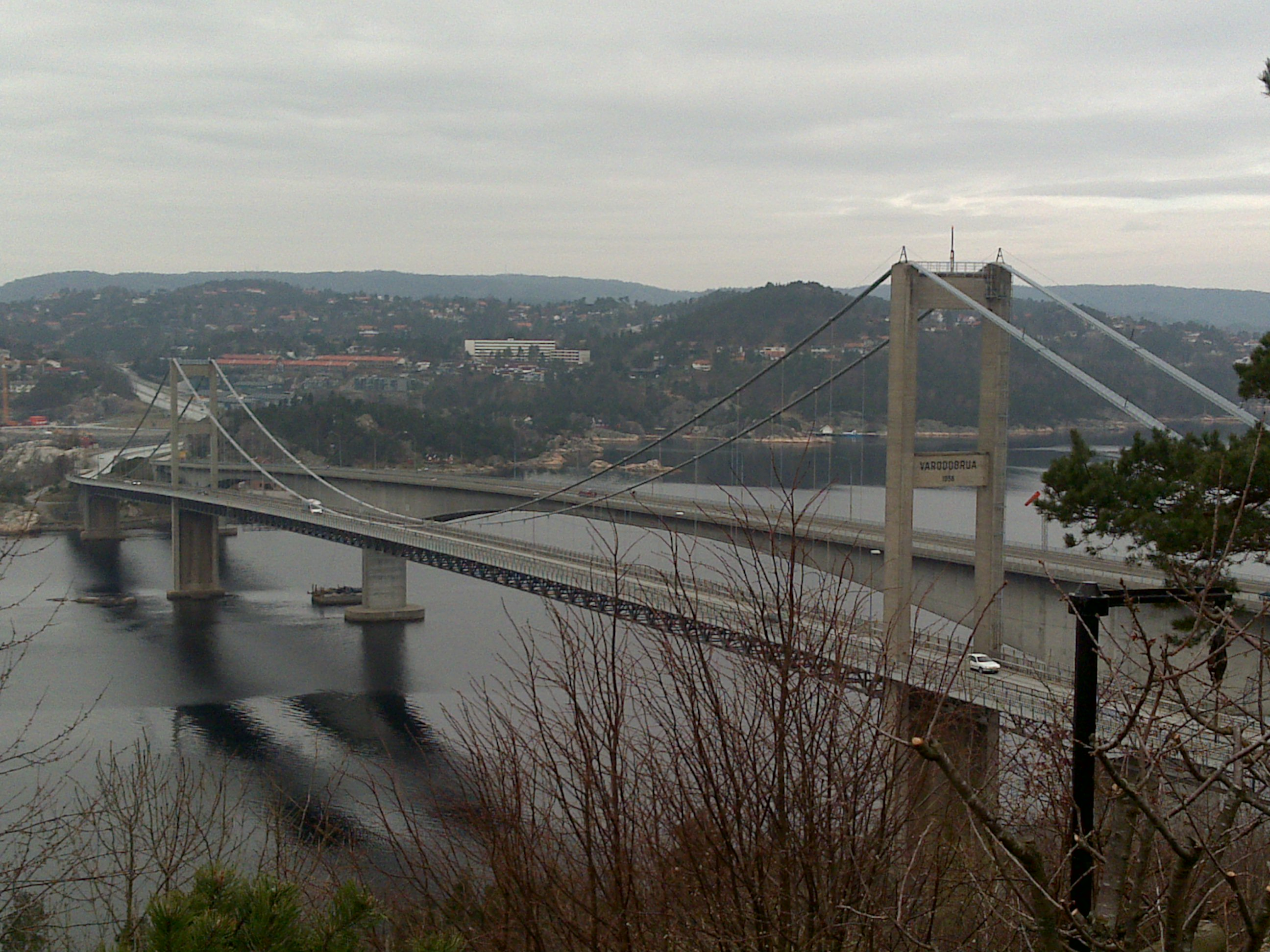
Varoddbrua
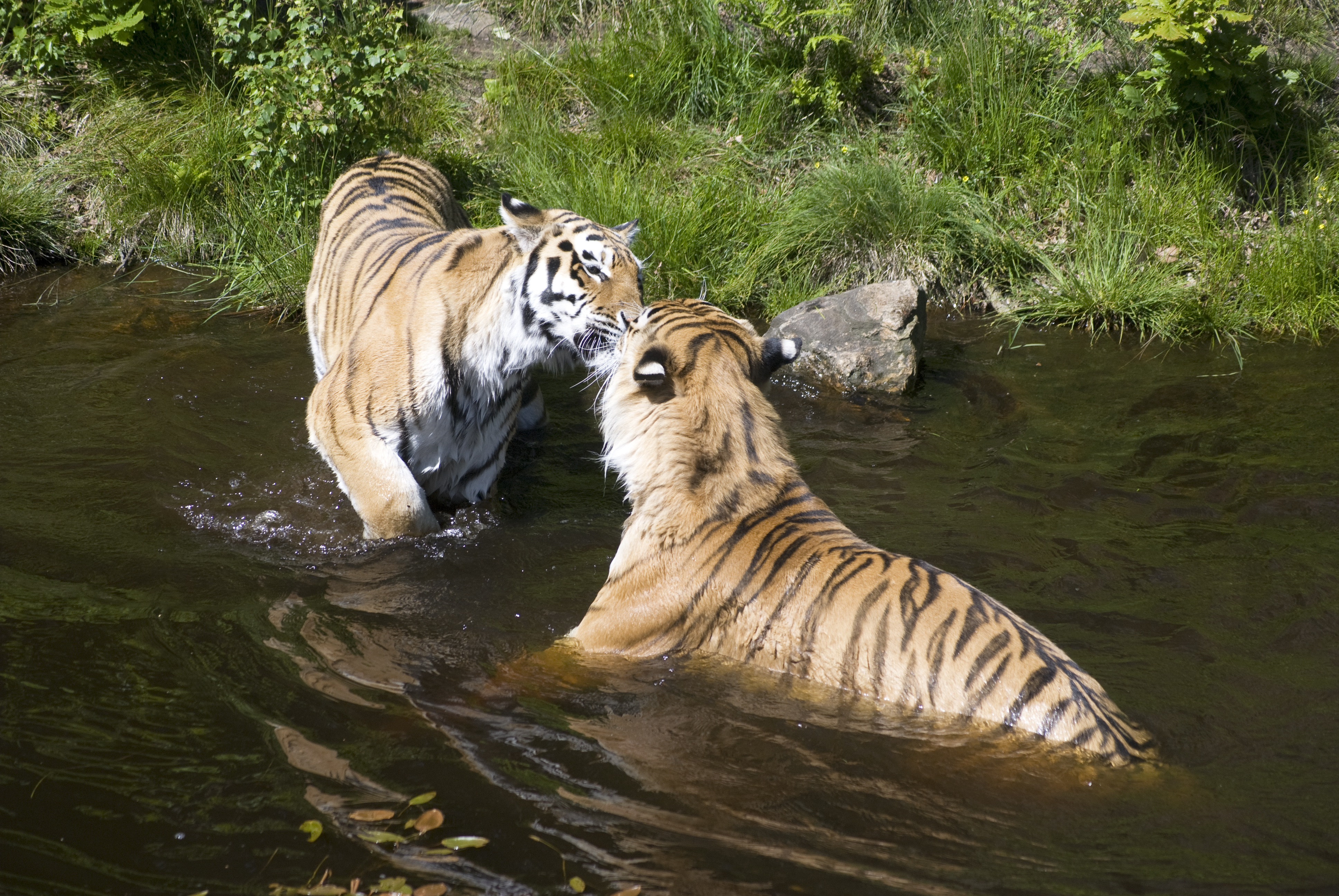
Sibirische Tiger im Kristiansand Dyrepark

## Wirtschaft/Industrie

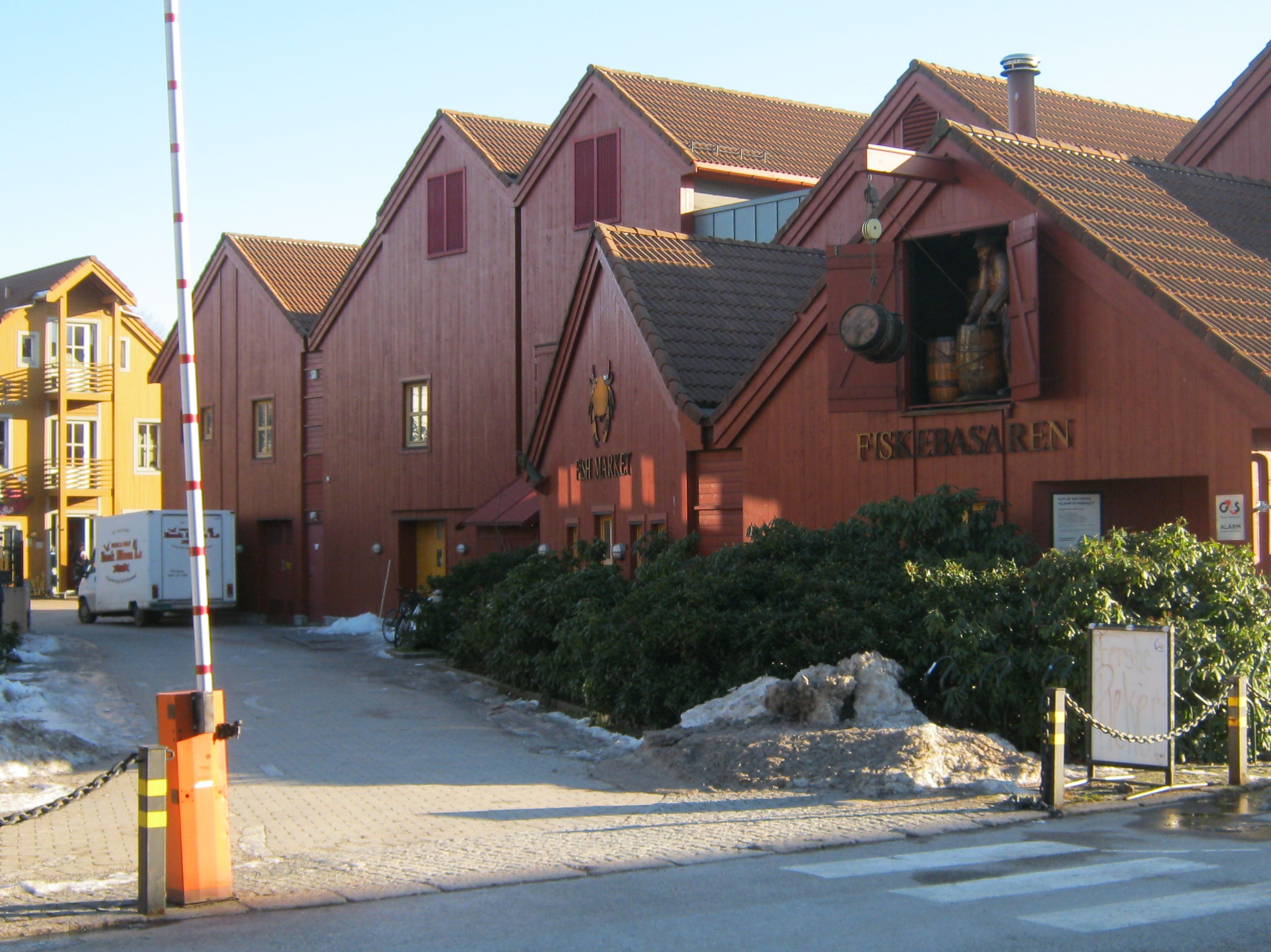
Fischmarkt von Kristiansand

Bereits im 19. Jahrhundert war die Ausbesserung vorbeisegelnder, vom Sturm beschädigter Segelschiffe ein bedeutender Wirtschaftszweig in Kristiansand. Es bestand eine „mechanische Werkstatt“. Die Stadt hat einen vortrefflichen, leicht zugänglichen Naturhafen, der von vorbeisegelnden Schiffen bei Stürmen gerne aufgesucht wurde und wird. Außerdem legten in diesem die von Christiania (Oslo) nach Bergen, Hull, London, Hamburg, Rotterdam und die von Trondheim nach Hamburg, Kopenhagen und Stettin gehenden Dampfschiffe an. Die Häfen waren vor allem auf den Holzexport aus den Agder-Provinzen in die Niederlande ausgerichtet.
Zu den traditionsreichsten Unternehmen der Stadt gehört 1859 eröffnete Christianssand Brauerei (ein Standort der Hansa Borg Bryggerier). Mit dem Ausbau der Wasserkraft im „Südland“ siedelten sich zu Beginn des 20. Jahrhunderts neue Industriebetriebe an. Hier liegen die Wurzeln einiger heute bedeutender Unternehmen in Kristiansand. Dazu gehört das 1910 gegründete Kristiansands Nikkelraffineringsverk, das 1929 durch die kanadische Bergbaugruppe Falconbridge übernommen und 2006 an Xstrata, eine internationale Bergbaugruppe verkauft wurde. Das Werk (jetzt Xstrata Nikkelwerk AS) hat eine jährliche Kapazität von 92.000 Tonnen Nickel, 38.000 Tonnen Kupferkathoden, 5.200 Tonnen Kobalt sowie anderen wertvollen Metallen.
Die bedeutenden maritimen Traditionen haben die Ingenieure und Arbeiter wie z. B. von National Oilwell Varco (ehemals Hydralift) und Aker Kværner MH (ehemals Maritime Hydraulics) zu Weltmarktführern im Bereich der Offshore-Öl- und Gasförderung gemacht. Die 1904 von Sam Eyde gegründete Elkem AS im südlichen Stadtteil Vågsbygd entwickelte sich zu einem weltweit bekannten Produzenten auf dem Gebiet der Elektrochemie, unter anderem bei der Erzeugung von Anodenmassen für Elektrohochöfen. Heute liegen die Schwerpunkte des Betriebes, der seit 2011 zur chinesischen Bluestar-Gruppe (heute ChemChina) gehört, auf der Produktion von Ferrosilizium und superreinem Silizium für die Solarzellen-Industrie.
Auch die Fischereiindustrie ist ein bedeutender Wirtschaftszweig.
In der Nähe von Kristiansand befindet sich die Stromrichterstation der HGÜ Cross-Skagerrak.

## Politik
Kristiansand ist Teil einer eher konservativen und religiös geprägten Region, die manchmal auch als „norwegischer Bible Belt“ bezeichnet wird. So liegen etwa die Wahlergebnisse der christdemokratischen Partei Kristelige Folkeparti in Kristiansand meist weit über dem Landesdurchschnitt.
- R: 2
- SV: 4
- MDG: 2
- Ap: 8
- Sp: 2
- PS: 1
- KrF: 7
- V: 3
- H: 17
- P: 3
- INP: 1
- PDK: 1
- FrP: 5
- Sonst.: 1

Sonstige = Kleppe List

## Kultur
- Kilden Theater und Konzerthaus
  - Agder Teater
  - Kristiansand Symfoniorkester
- Night Gallery (experimentelle Open-Air-Videokunst)
- Quart Festival für Bands& Solisten aus In- und Ausland (einmal im Jahr im Juli)
- Sørlandets Kunstmuseum, seit 2024 vereinigt mit der Sammlung skandinavischer Kunst des Fondsmanagers Nicolai Tangen im Kunstsilo[6] neben dem Kilden Theater

## Tourismus
Im Sommer ist Kristiansand einer der beliebtesten Ferienorte Norwegens. Die Stadt wird von Fähren und Kreuzfahrtschiffen angefahren. Die Kombination von Sonne, Stränden und Freizeitvergnügen wie Odderøya Live, Palmesus und der Kristiansand Dyrepark, ein Tier- und Freizeitpark, machen Kristiansand zu einer attraktiven Touristenstadt.

## Hochschule/Bildung

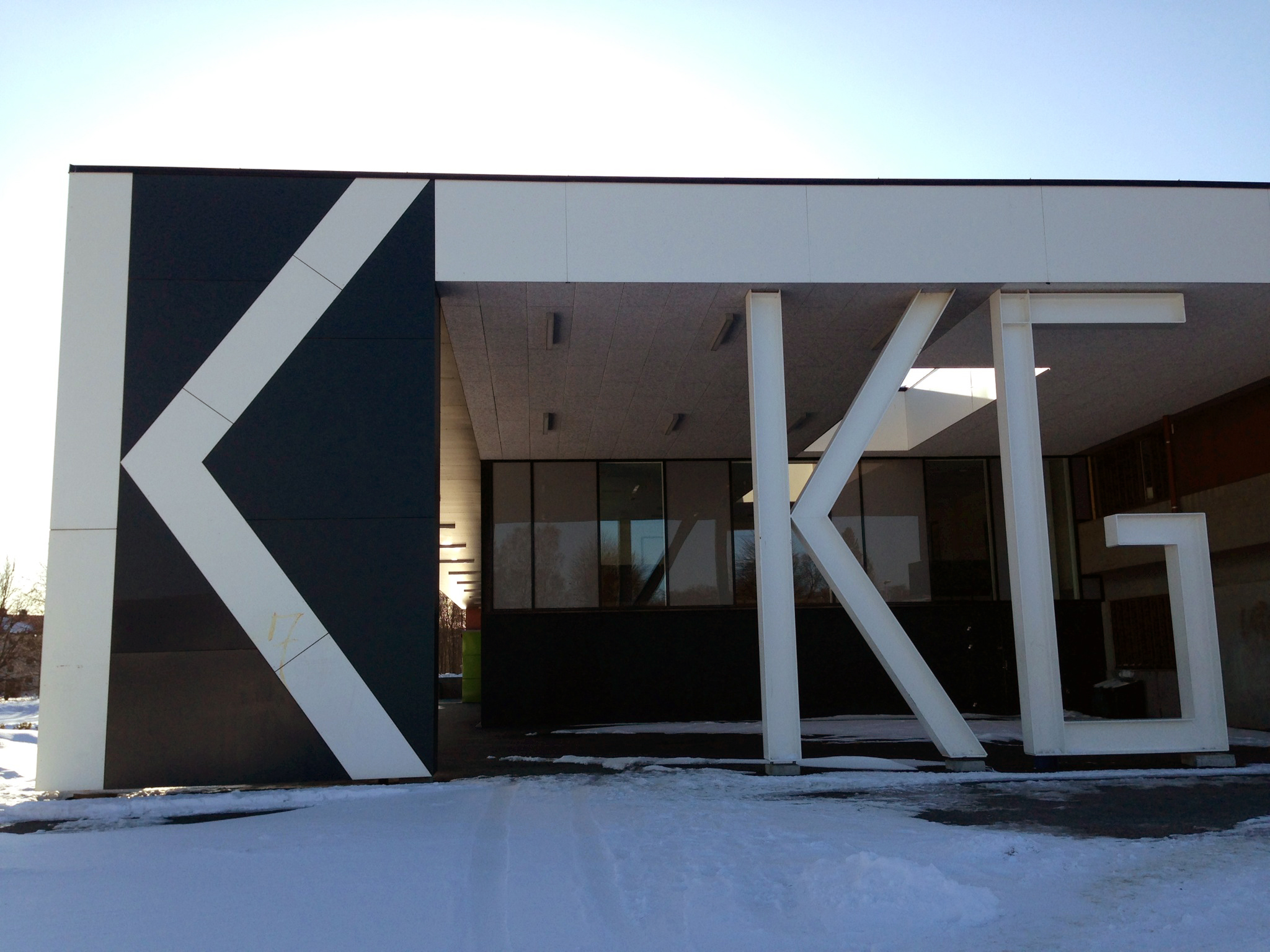
Eingang zur Kristiansand Katedralskole Gimle (KKG)

Die Universität in Agder (Universitetet i Agder) entstand 2007 aus der Umwandlung der 1994 aus dem Zusammenschluss von mehreren früheren Hochschulen gebildeten Høgskolen i Agder (HiA). Sie ist mit fast 14.000 Studenten, sowie gut 1500 Angestellten eine der größeren Universitäten in Norwegen. Der Schwerpunkt der Universität liegt in Kristiansand (10.000 Studenten, 1.000 Mitarbeiter), ein weiterer Campus in Grimstad.
Die Kristiansand katedralskole – seit 2007 Kristiansand katedralskole Gimle (KKG) genannt – wurde 1686 als sechste Domschule Norwegens gegründet und hatte ihren Standort im Zentrum von Kristiansand unmittelbar neben der Domkirche. Im 19. Jahrhundert wurde der Lehrinhalt der Schule, die ursprünglich zur Priesterausbildung diente, beträchtlich erweitert; und seit 1869 wurde sie als Gymnasium bezeichnet. 1974 zog die Schule in den nordöstlichen Stadtteil Gimle um, wo sie 2007 mit einem sich dort befindenden Handelsgymnasium zusammengelegt wurde. Sie ist mit circa 1.500 Schülern die größte weiterführende Schule in Kristiansand.

## Verkehr

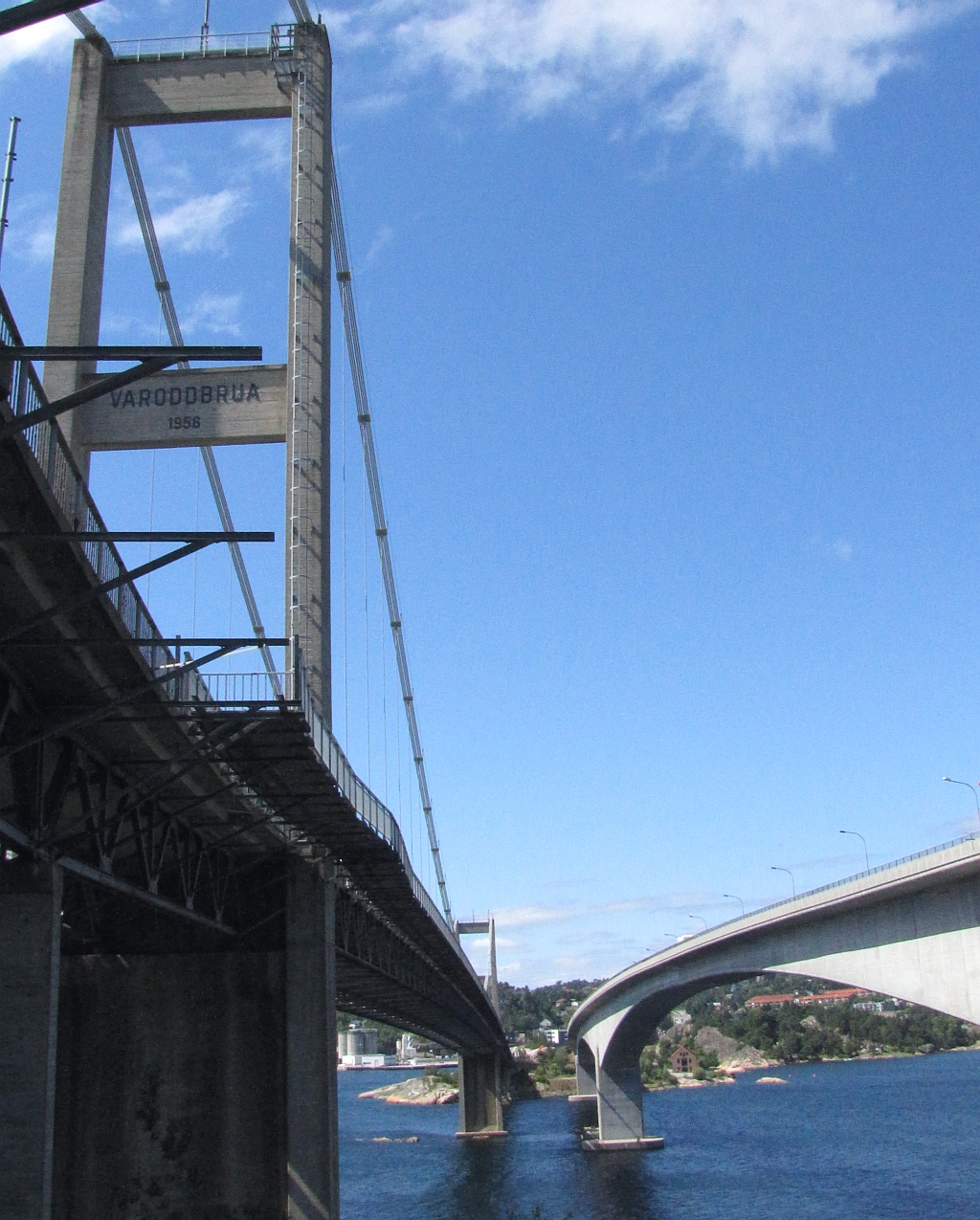
Die Varodd-Brücken für E18/Rv 91 über den Topdalsfjord bei Kristiansand

Kristiansand ist ein wichtiger Verkehrsknotenpunkt im Süden Norwegens.

### Fernstraßen
Die nicht durchgehend vierspurig ausgebaute Europastraße E 18 von Oslo endet in Kristiansand. Bei Kristiansand überquert die E 18 den Topdalsfjord auf zwei Brückenbauwerken. Bei dem südwestlichen Brückenbauwerk handelt es sich um die 1956 erbauten Varoddbrua (Varodd-Brücke/zweispurig stadtauswärts), die mit einer Gesamtlänge von 618 m und mit einer Spannweite von 337 Metern zu den weltweit 100 größten Brücken mit großer Spannweite gehört. Die nordöstliche Brücke ist ein Neubau aus dem Jahr 1994 mit einer Länge von 663 m und der größten Spannweite von 260 m (zweispurig stadteinwärts).
Die Stadt ist gleichzeitig Ausgangspunkt der Europastraße E 39 nach Stavanger (235 km nordwestlich).
Ebenfalls zum Verkehrsknotenpunkt gehören weiter der Riksvei 9 nach Haukeli (240 km nördlich) und der Rv 41 nach Brunkeberg (190 km nordöstlich).

### Eisenbahn

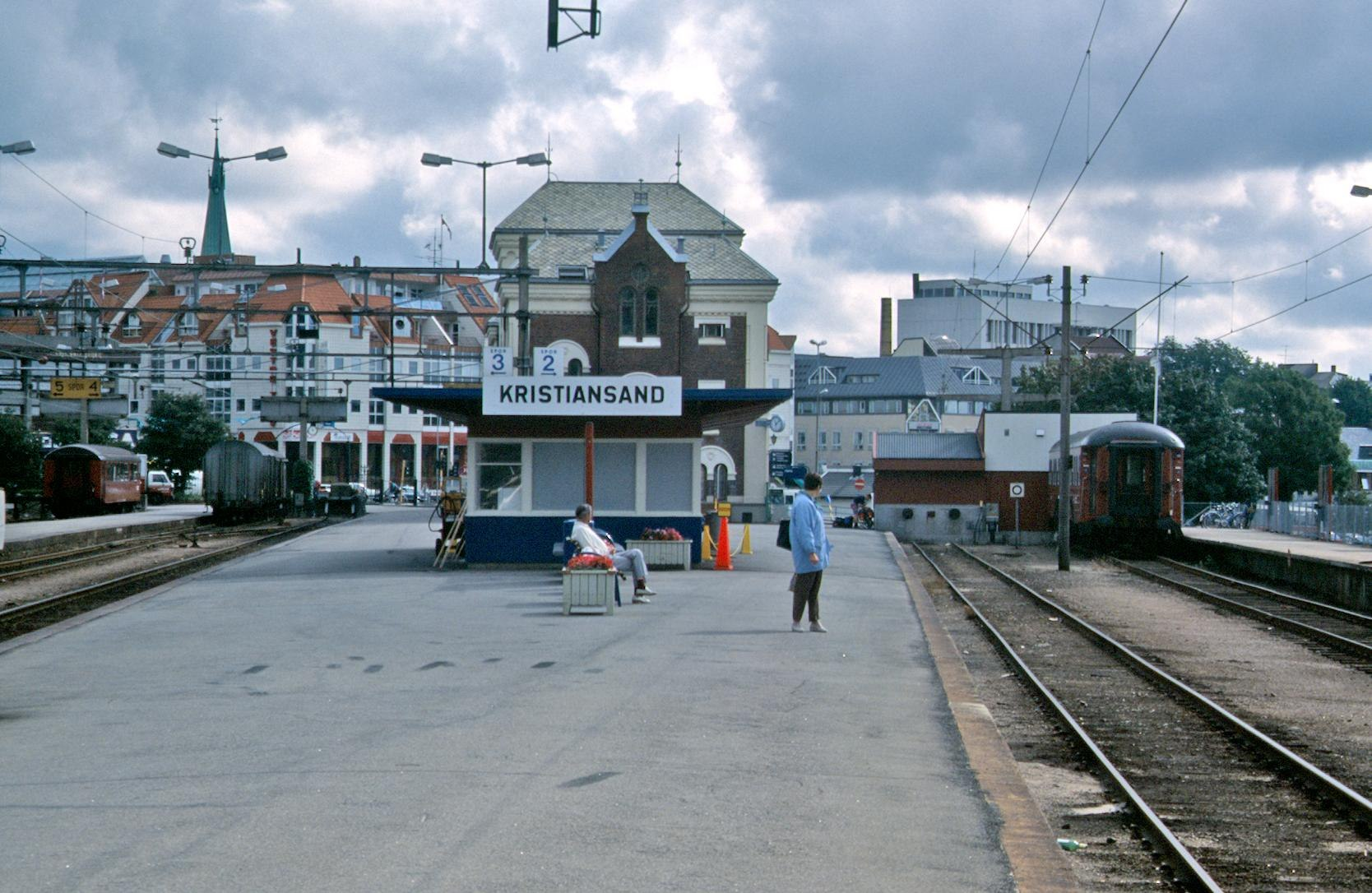
Kopfbahnhof Kristiansand

Eisenbahnverbindungen bestehen mit der Sørlandsbahn nach Oslo und Stavanger.

### Fernbusverbindungen
Gegenüber dem Hauptbahnhof liegt der zentrale Busbahnhof mit täglichen Busverbindungen in viele Städte Norwegens. U.a. bieten die Firmen Sørlandsekspressen, Lavprisekspressen und Konkurrenten täglich mehrere Fahrten nach Oslo (und zurück) mit mehreren Stopps entlang der Route an, darunter Porsgrunn und Larvik. In die entgegengesetzte Richtung bietet Konkurrenten eine Fernbusfahrt pro Tag nach Stavanger (und zurück) und Vy mindestens zwei tägliche Fahrten über Stavanger nach Bergen (und zurück) an.

### Fährverbindungen

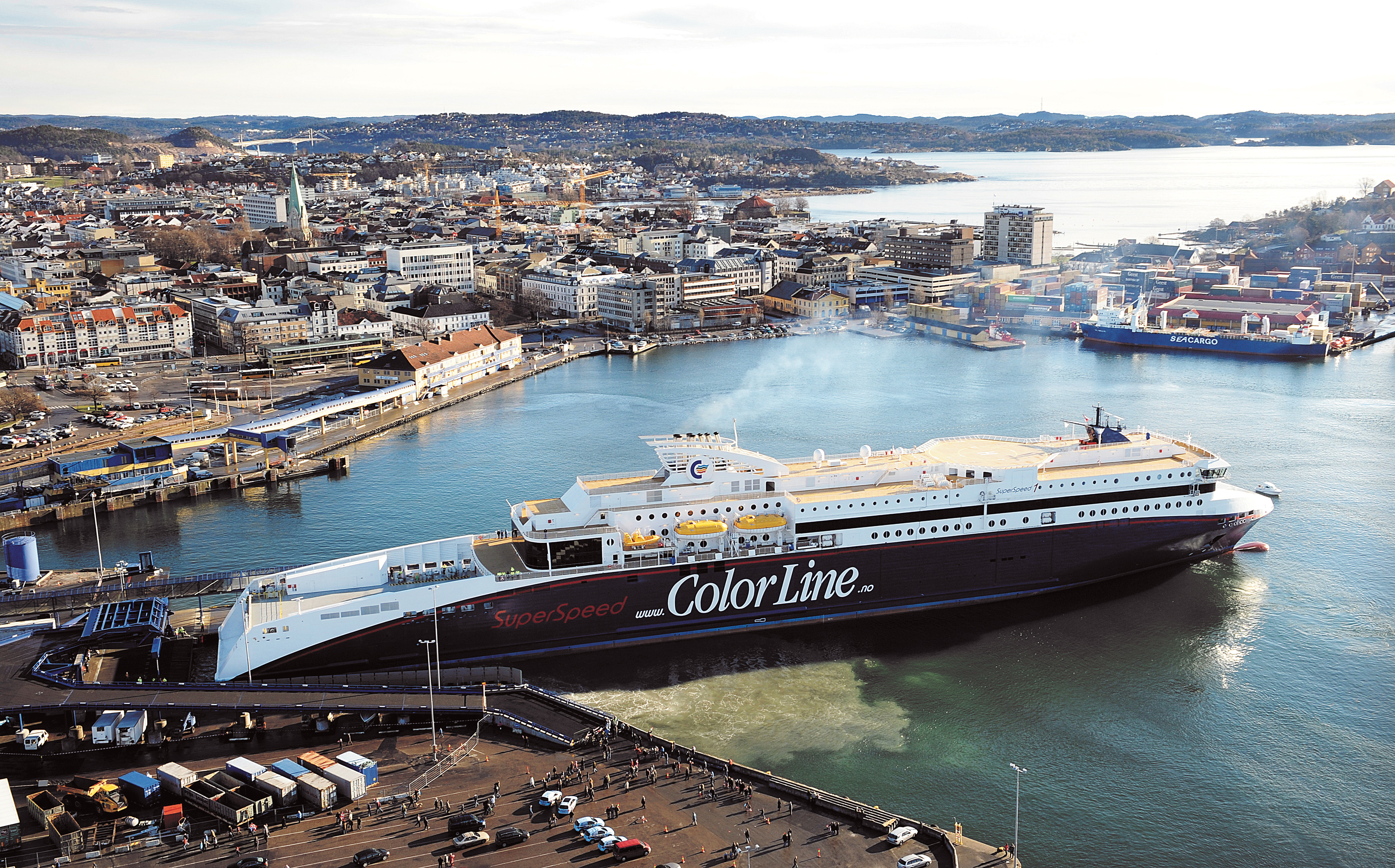
Fährhafen von Kristiansand

Eine der bedeutendsten Fährverbindungen Südnorwegens verbindet Kristiansand mit Hirtshals in Dänemark. Die Color Line Reederei setzt auf dieser Strecke seit 2008 das Fährschiff SuperSpeed 1 mit täglich zwei Fahrten je Richtung ein, welches die Christian IV und die Schnellfähre Silvia Ana ersetzt.
Die Reederei Fjord Line verkehrt ebenfalls zwischen Hirtshals und Kristiansand, allerdings nicht in den Wintermonaten (November bis März). Angeboten werden in der Hauptsaison ebenfalls täglich zwei Fahrten je Richtung, in der Nebensaison meist nur eine. Die Katamaranfähre Fjord FSTR ist mit nur 2 Stunden und 15 Minuten die schnellste Fährverbindung nach Norwegen überhaupt.
Vom 7. April 2022 bis zum 29. August 2023 verkehrte die Reederei Holland Norway Lines mit der RoPax-Fähre Romantika mit wöchentlich drei Fahrten je Richtung zwischen den Niederlanden bzw. Deutschland und Kristiansand. Die Verbindung wurde zuerst von Eemshaven aus gestartet, und bestand, nach einem kurzen Intermezzo in Cuxhaven (Mitte April 2023) ab dem 1. Juni 2023 zwischen dem Emder Außenhafen und Kristiansand. Wegen Insolvenzanmeldung wurde der Verkehr am 29. August 2023 eingestellt.

### Flugverkehr
Nationale und internationale Flugverbindungen werden über den Flughafen Kristiansand in Kjevik abgewickelt.

## Klima
|                       | Jan   | Feb   | Mär   | Apr | Mai  | Jun  | Jul  | Aug  | Sep  | Okt  | Nov | Dez |   |      |
| Mittl. Tagesmax. (°C) | 2,6   | 2,2   | 4,0   | 7,4 | 12,2 | 16,2 | 18,2 | 18,1 | 14,8 | 11,1 | 6,9 | 4,1 | ⌀ | 9,9  |
| Mittl. Tagesmin. (°C) | − 1.5 | − 2.0 | − 0.3 | 2,4 | 6,9  | 10,8 | 12,8 | 12,9 | 10,3 | 7,0  | 2,9 | 0   | ⌀ | 5,2  |
|                       |       |       |       |     |      |      |      |      |      |      |     |     |   |      |
| Niederschlag (mm)     | 114   | 78    | 102   | 57  | 68   | 67   | 83   | 118  | 134  | 160  | 153 | 126 | Σ | 1260 |

| − 1.5 |

| − 2.0 |

| − 0.3 |

| 2,4 |

| 6,9 |

| 10,8 |

| 12,8 |

| 12,9 |

| 10,3 |

| 7,0 |

| 2,9 |

| 0 |

| − 1.5 |

| − 2.0 |

| − 0.3 |

| 2,4 |

| 6,9 |

| 10,8 |

| 12,8 |

| 12,9 |

| 10,3 |

| 7,0 |

| 2,9 |

| 0 |

In Kristiansand herrscht ein ozeanisches Klima. Während des Jahres fällt eine erhebliche Menge an Niederschlag, auch im trockensten Monat April, am meisten aber im Oktober und insgesamt etwa 1260 mm. Die Jahresdurchschnittstemperatur beträgt 7,5 °C. Der kälteste Monat ist der Februar, der wärmste der Juli. Die Klimaklassifikation nach Köppen und Geiger lautet Cfb.

## Städtepartnerschaften
Kristiansand listet zehn Partnerstädte auf:
| Stadt                  | Land                   | seit |
| ---------------------- | ---------------------- | ---- |
| Gdynia                 | Polen                  | 1991 |
| Kerava                 | Finnland               |      |
| Hjørring               | Dänemark               |      |
| Letchworth Garden City | Vereinigtes Königreich |      |
| Münster                | Deutschland            | 1967 |
| Orléans                | Frankreich             | 1973 |
| Rajshahi               | Bangladesch            | 1979 |
| Reykjanesbær           | Island                 |      |
| Trollhättan            | Schweden               |      |
| Walvis Bay             | Namibia                | 2006 |

## Persönlichkeiten

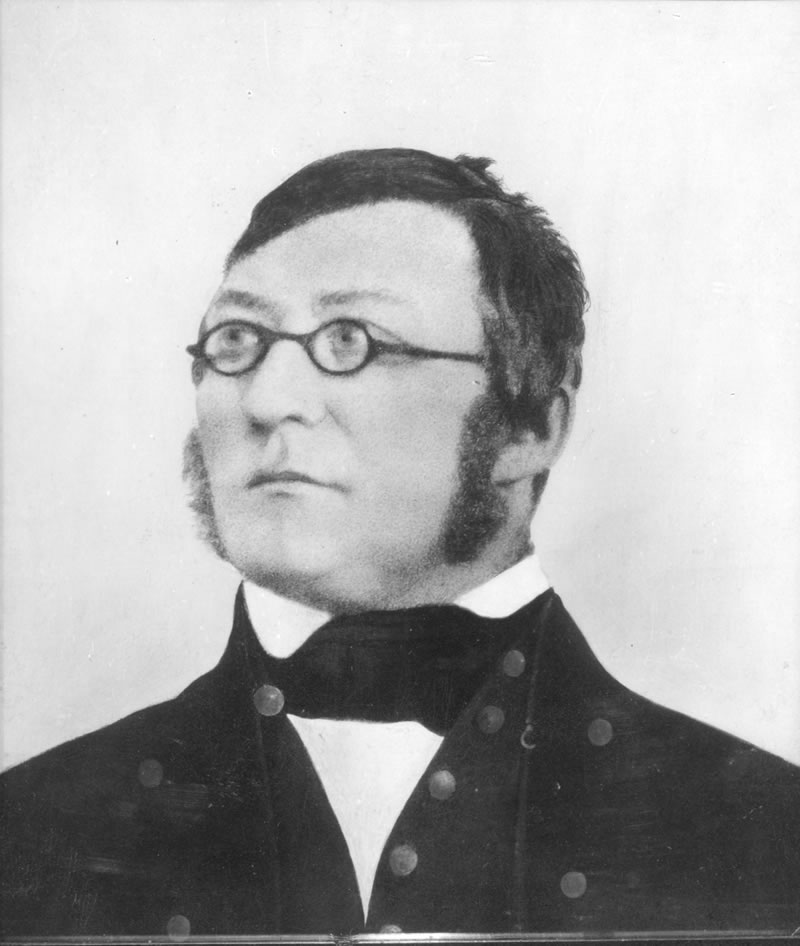
Henrik Wergeland

Bekannte in Kristiansand geborene Persönlichkeiten sind unter anderem die Schriftsteller Henrik Wergeland und Camilla Collett, die Schauspielerin Agnes Kittelsen, die norwegische Kronprinzessin Mette-Marit und der Sänger und Liedermacher Tom Hugo Hermansen.

## Zeitungen
- Fædrelandsvennen

## Sport
- IK Start, Fußballverein

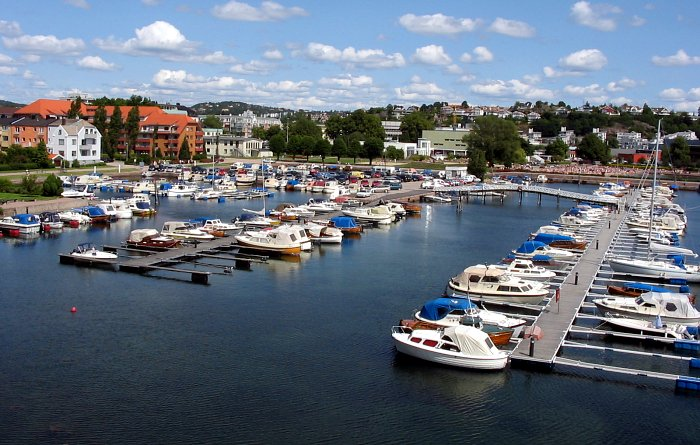
Yachthafen

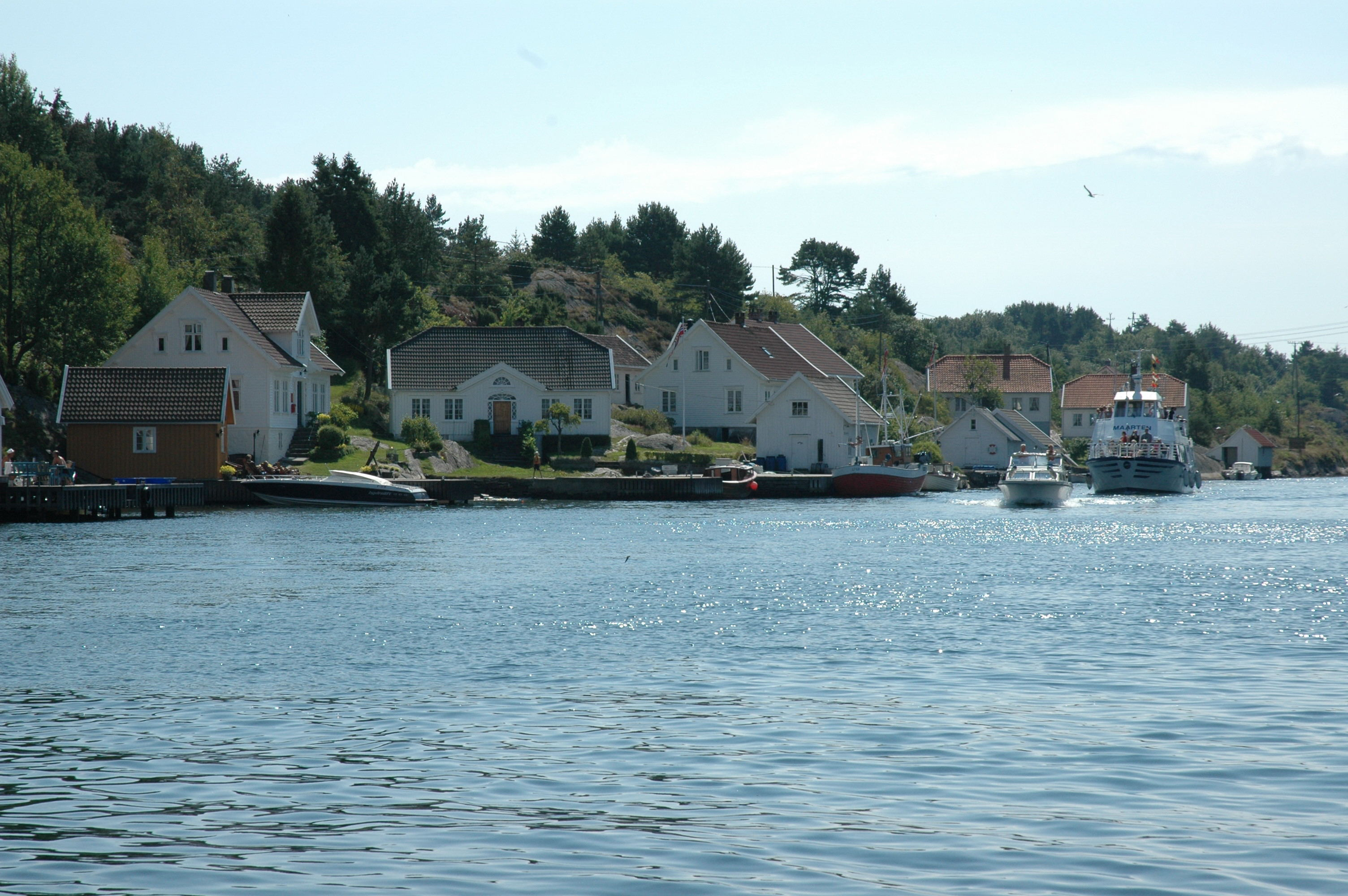
Die „Skippergada“ in Kristiansand

- Vipers Kristiansand, Handballverein

Kristiansand war Austragungsort der Beach-Volleyball-Europameisterschaften 2011.